# Temburong (rijeka)
Temburong (malajski: Sungai Temburong) je rijeka u Bruneju. Rijeka ima porječje površine od 840 km2. Okrug Temburong, kroz koji teče, jedan je od četiri Brunejska okruga. Leži na istoku i slabo je naseljen.

## Naselja
Grad Bangar jedno je od najvećih ljudskih naselja u okrugu kroz koji rijeka prolazi. Osim toga, most Sultan Haji Omar Ali Saifuddien nalazi se nedaleko od ušća rijeke, u Brunejskom zaljevu. Idući uzvodno stiglo bi do nekoliko turističkih vrućih točaka kao što su Belalong Canopy Walkway,, rekreacijski park Bukit Patoi, Freme Lodge & Adventure Park i mnoga druga.
Neka od povijesnih mjesta Bruneja nalaze se uz riječne obale, uključujući:
- Nacionalni park Ulu Temburong, prvi nacionalni park Bruneja, koji je zaštićen 1991.[8]
- Džamija Utama Mohammad Salleh, džamija iz 1968. u gradu Bangaru.[9]
- Labu Estate Rubber Industrial Site je plantaža i poljoprivredna lokacija iz 1900-ih.[10]

## Vanjske poveznice
|  | Zajednički poslužitelj ima još gradiva o temi Temburong (rijeka) |